# أكاديمية القانون بجامعة أوديسا الوطنية
الجامعة الوطنية "أكاديمية أوديسا للقانون" مؤسسة تعليم عالي أوكرانية، (بالأوكرانية: Націона́льний університе́т «Оде́ська юриди́чна акаде́мія») هي جامعة تقع في أوديسا أوبلاست، أوكرانيا. تأسست هذه الجامعة في سنة 1997